# Detektor záření

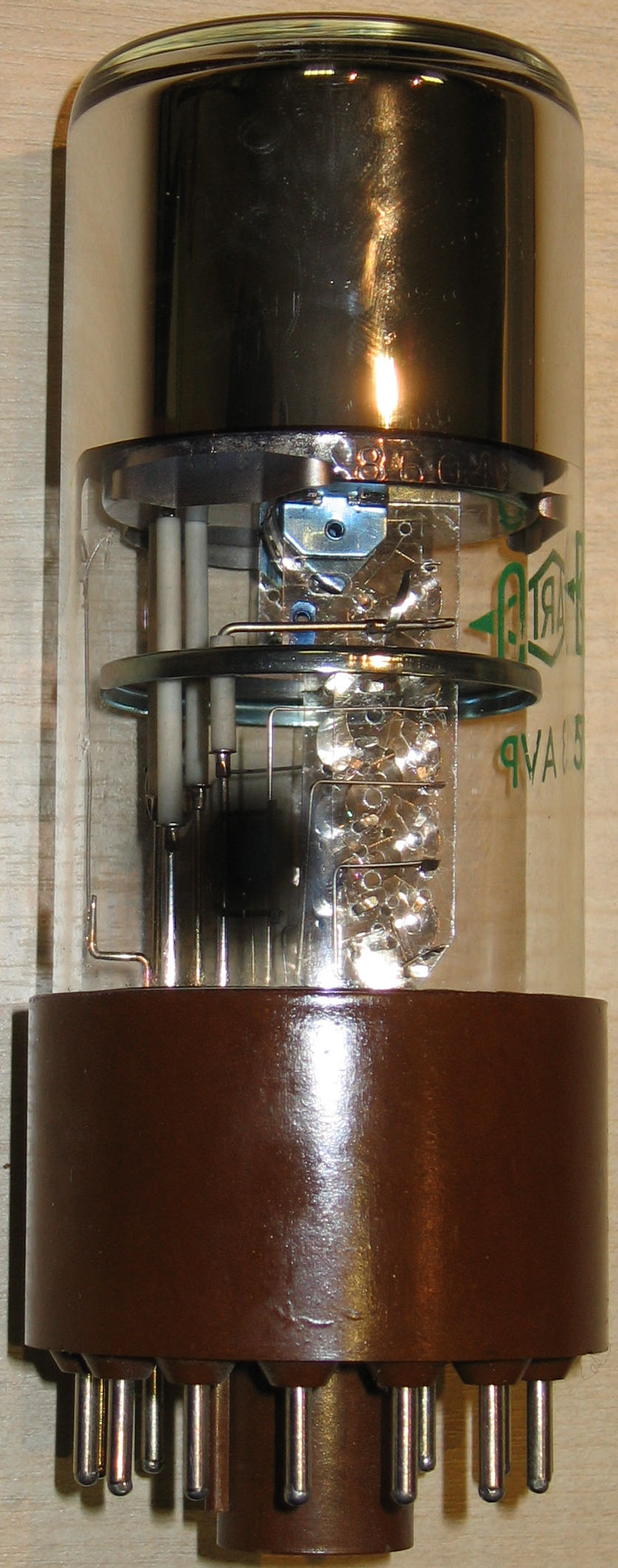
Fotonásobič

Detektor záření je přístroj určený k registraci vlastností elektromagnetického vlnění či částic.
Detektory lze je rozdělit podle typu média:
- emulzní - v tomto případě jde o působení na fotografickou emulzi
- plynové - jsou založeny na primárních účincích záření tj. na ionizaci a excitaci atomů plynu
- moderační - obsahuje látku, která účinně zpomaluje neutrony
- scintilační - založeny na principu excitace elektronu do vyššího energetického stavu zářením, přičemž návrat elektronu do základního stavu se projeví jako světelný záblesk
- polovodičové - opět funguje na principu exitace elektronu tentokrát do tzv. vodivého pásma polovodiče, působí-li na polovodič elektrické pole, projeví se tento přeskok jako zvýšení vodivosti

Základní typy detektorů používaných obvykle v optické spektroskopii:
- termální detektor
je např. bolometr. V podstatě jde o termistor (teplotně závislý odpor). Výhodou je, že může detekovat jakékoliv záření, které se v něm absorbuje (světlo, UV, rentgen apod.), nevýhodou je nízká citlivost a pomalá odezva.
- fotoemisní detektor
- mnohokanálový detektor

Detektory používané zejména v jaderné fyzice:
- Geigerův-Müllerův čítač (GM čítač) je trubice plněná plynem, v níž je jsou dvě elektrody, mezi nimiž je silné elektrické pole. Částice, která proletí trubicí, způsobí kaskádovitou ionizaci, a tak i krátkodobý elektrický výboj, který lze registrovat čítačem.
- Mlžná komora zviditelňuje trajektorii nabitých částic prostřednictvím kapek kapaliny, které vzniknou v podchlazené páře, na základě vzniku kondenzačních jader podél dráhy průletu částice.
- Bublinková komora je označením pro částicový detektor obsahující přehřátou kapalinu např. přehřátý kapalný vodík. Při průchodu částice kapalinou se podél její trajektorie uvolňují bublinky páry. Jejich sled označuje viditelně dráhu částice. Umožňuje detekovat i krátké dráhy částic s velmi krátkými dobami života. Velkým podílem na se jejím prosazení a vylepšení podílel Luis Walter Alvarez, americký fyzik a nositel Nobelovy ceny, který vybudoval v Berkeley velkou bublinkovou komoru naplněnou kapalným vodíkem. Jeho příspěvkem krom samotného zvětšení komory byl nápad synchronizovat detektor s pulsy částic z urychlovače.